# Андерсон, Томас (музыкант)
Уильям Томас Андерсон (англ. William Thomas Anderson); Майами, Оклахома, США — американский автор песен, гитарист и певец. Как соавтор песни «Here’s Your Mop Mr. Johnson» вместе с Кери Ли номинант Blues Music Awards в номинации «Песня года» (1996) . По оценке Village Voice  «величайший неизвестный автор песен на планете» 

## Биография
Томас Андерсон родился в Майами, штат Оклахома, в 1981 году окончил университет Оклахомы, получив степень в английском языке. 
Первый альбом Alright, It was Frank… and He’s Risen From the Dead and Gone Off With His Truck музыкант записал во второй половине 1980-х вместе с панк-группой Defenestration. Он был выпущен Out There Records на виниле (в 1993 году перевыпущен на CD Dutch East India Trading). The Washington Post отозвалась об этом альбоме:  «Его антинаучно-фантастическая песня сообщает, что в открытом космосе ничего нет…Он пишет о брачной ночи, которая превращается в предотвратимую бытовую катастрофу, о девушке-битнике, чей единственный талант выглядеть как Рики Ли Джонс, и о профессоре Чосера, который сбегает со студенткой-старшекурсницей. Вокал сомнительный, но текст умный» .  Дебютный альбом был очень высоко оценен Робертом Кристгау, который поставил ему оценку A-, сказав что: «Просто этот автор песен с хрупким голосом показывает университетский городок Оклахомы, где Боттичелли ласкает души Белль Старр, а специалисты Чосера отказываются от должности ради любви. Его барабанщик умеет играть, его басисту нравится „Sweet Jane“, мелодии в его песнях хороши, и хотя он немного пьян от слов, он слишком умён, забавен и скромен, чтобы тратить их впустую. Вам было бы приятно узнать его поближе»
В 1992 году Томас Андерсон перебрался в Остин, Техас и в 1993 году выпустил свой второй альбом Blues for the Flying Dutchman, который иногда оценивается как лучший альбом в дискографии музыканта: «Его второй и лучший альбом 1993 года Blues for the Flying Dutchman включал в себя дань уважения забытому человеку в маске Нэшу Слэшу и потрясающую „Across the Borderline“, которая связала Анну Франк, астронавта Юджина Сернана, Билли Мартина и Микки Мэнтла в паутину тоски» . Rolling Stone дал альбому три с половиной звезды. Следующий альбом Moon Going Down вышел в 1995 году. Про него писали: «альбом, на котором среди персонажей присутствуют Джерри Гарсия, Смерть и призраки Оди Мерфи и Уолта Уитмена, звучит так, будто Вуди Гатри переписывает LP Лу Рида Blue Mask. Песни варьируются от спокойного открывающего „Sing You Sinners“ до атональной ярости „The Last I Saw of Adam“, и хотя звучание не совсем кантри, оно, безусловно, такое же коричневое и засушливое, как и местность, в которой Андерсон выбрал жить и играть». 
В дальнейшем музыкант выпустил ещё несколько релизов, выступает лишь на локальном уровне. Живёт в Нэшвилле.    
Один из обозревателей написал о творчестве Андерсона: «Множество альбомов…с неожиданными образами, персонажами и темами, связанными странным, но прекрасным образом. Широкий спектр отсылок Томаса охватывает отрывки из Анны Франк, размещающей фотографии ковбоев на стенах, до зависимости от нефти, рассказов Эдгара Аллана По, Джона Кеннеди, Уолта Уитмена, Рики Ли Джонс, Мемфиса, искусственного сердца Javrik-7, Donner Party, Deadheads, народных икон, рок-икон и великолепных описаний пустыни и неба. Его глубина и широта поражают меня» .
Сам музыкант пишет о себе: «моя сильная сторона — сольные акустические выступления и написание песен, и мои шоу сосредоточены именно на этом, на мне, моей старой шестиструнной гитаре Gretsch 1956 года, усилителе старой школы Mesa/Boogie и музыке автора/исполнителя, которая идет от сердца. Я пишу песни в стиле 60-х и 70-х, которые я смешиваю со многими кавер-версиями песен CCR, The Rolling Stones, The Animals, Нила Янга, Steppenwolf, The Doors, Marshall Tucker Band, The Black Crowes, Стива Эрла, Боба Дилана, Pink Floyd и многих других» .

## Дискография
- Alright, It was Frank… and He’s Risen From the Dead and Gone Off With His Truck (Out There, 1989)
- Blues for the Flying Dutchman (Blue Million Miles, 1993)
- Moon Going Down (Marilyn, 1995)
- Bolide (Red River, 1998)
- Norman, Oklahoma (Red River, 2003)
- The Moon in Transit (Out There, сборник, 2012)
- On Becoming Human (Out There, сборник, 2013)
- Heaven (Out There, 2016)
- My Songs Are the House I Live In (Out There, 2017)
- Beyond That Point (2018)
- Analog Summer (2020)
- Ladies And Germs (2021)
- Hello, I’m From The Future (2024)